# Skip Thoren
Duane W. "Skip" Thoren (nacido el 5 de abril de 1943 en Rockford, Illinois) es un exjugador de baloncesto estadounidense que disputó tres temporadas en la ABA y una más en la liga italiana. Con 2,08 metros de estatura, jugaba en la posición de pívot.

## Trayectoria deportiva

### Universidad
Jugó durante tres temporadas con los Fighting Illini de la Universidad de Illinois en Urbana-Champaign, en las que promedió 15,7 puntos y 11,2 rebotes por partido. Mantiene hoy en día el récord de su universidad ee rebotes en un partido, con los 24 conseguidos ante UCLA en 1963. En 1965 fue incluido en el mejor quinteto de la Big Ten Conference, y también en el segundo quinteto All-American.

### Profesional
Fue elegido en la trigésimo tercera posición del Draft de la NBA de 1965 por Baltimore Bullets, pero fue descartado su fichaje, marchándose a jugar al Simmenthal Milano de la liga italiana donde coincidió con su compatriota Bill Bradley, consiguiendo ganar la Copa de Europa tras derrotar en la final al Slavia Praga.
En 1967 regresó a su país para fichar por los Minnesota Muskies de la ABA, donde jugó una temporada, en la que promedió 8,2 puntos y 6,9 rebotes por partido. Al año siguiente fue traspasado a los Miami Floridians, donde se convirtió en titular indiscutible, promediando 16,7 puntos y 13,4 rebotes por partido, siendo el máximo reboteador ofensivo de la liga y el tercero mejor absoluto. Esas cifras le hicieron merecedor de participar en el All-Star Game, en el que consiguió 2 puntos y 5 rebotes.
Al año siguiente comenzó nuevamente destacando en su equipo, promediando 14,5 puntos y 13,6 rebotes por partido, pero una grave lesión le hizo perderse el resto de la temporada, obligándole finalmente a retirarse.

## Estadísticas de su carrera en la ABA

### Temporada regular
| Temporada | Edad | Equipo            | Liga | P   | TIT | MIN  | TC  | TCA  | %TC  | 3P  | 3PA | %3P  | TL  | TLA | %TL  | R.OF. | R.DEF. | REB  | ASIS | ROB | TAP | PER | FP  | PTS  |
| 1967-68   | 24   | Minnesota Muskies | ABA  | 63  |     | 19.1 | 3.3 | 7.5  | .434 | 0.0 | 0.0 | .000 | 1.6 | 2.6 | .622 |       |        | 6.9  | 0.9  |     |     | 1.2 | 2.0 | 8.2  |
| 1968-69   | 25   | Miami Floridians  | ABA  | 78  |     | 33.9 | 6.8 | 14.1 | .484 | 0.0 | 0.0 | .000 | 3.1 | 5.0 | .615 | 5.0   | 8.4    | 13.4 | 2.5  |     |     | 2.3 | 4.2 | 16.7 |
| 1969-70   | 26   | Miami Floridians  | ABA  | 29  |     | 35.2 | 5.7 | 12.6 | .451 | 0.0 | 0.1 | .000 | 3.2 | 5.3 | .594 | 3.8   | 9.8    | 13.6 | 2.6  |     |     | 3.1 | 3.9 | 14.5 |
| Total     |      |                   | ABA  | 170 |     | 28.6 | 5.3 | 11.4 | .465 | 0.0 | 0.0 | .000 | 2.6 | 4.2 | .612 | 4.7   | 8.8    | 11.0 | 1.9  |     |     | 2.0 | 3.3 | 13.2 |

### Playoffs
| Temporada | Edad | Equipo            | Liga | P  | MIN | TCA | TC  | 3PA | 3P | TLA | TL | R.OF. | REB | ASIS | ROB | TAP | PER | FP | PTS | %TC  | %3P | %FT  | MIN  | PTS  | REB  | AST |
| 1967-68   | 24   | Minnesota Muskies | ABA  | 2  | 52  | 14  | 28  | 0   | 0  | 7   | 12 |       | 27  | 4    |     |     | 7   | 5  | 35  | .500 |     | .583 | 26.0 | 17.5 | 13.5 | 2.0 |
| 1968-69   | 25   | Miami Floridians  | ABA  | 12 | 402 | 61  | 129 | 0   | 0  | 35  | 61 |       | 155 | 17   |     |     | 25  | 48 | 157 | .473 |     | .574 | 33.5 | 13.1 | 12.9 | 1.4 |
| Total     |      |                   | ABA  | 14 | 454 | 75  | 157 | 0   | 0  | 42  | 73 |       | 182 | 21   |     |     | 32  | 53 | 192 | .478 |     | .575 | 32.4 | 13.7 | 13.0 | 1.5 |